# Performous
《Performous》（原名「UltraStar-NG」）是一款可以作為卡拉OK、音樂遊戲及舞蹈模擬器的開放原始碼遊戲，可以在Windows、GNU/Linux與Mac OS上執行。2006年被創建時作為UltraStar的C++版本，在2009年推出了音樂遊戲的功能，亦改名成Performous。數個月後，舞蹈模擬器的功能進入測試版。
在卡拉OK模式中，人們可以依照螢幕上顯示的音高與歌詞唱歌，而系統會判定輸入的音是否吻合，並計算分數。在音樂遊戲模式中，玩家要依據螢幕上的音符，按下對應的按鈕，並獲得分數。在舞蹈模擬器的模式中，玩家要在螢幕上移動的箭頭進入特定的區域時，在鍵盤上或跳舞墊上按下對應的箭頭以獲得分數。
Performous使用C++語言撰寫，並運用了ffmpeg技術實作部分背景格式，以「GNUv2並延伸到未來版本」授權。

## 遊戲玩法
在Performous中，依據匯入的檔案而有三種不同的遊玩方法。
卡拉OK模式類似SingStar，系統會根據玩家唱的歌做為輸入並輸出評分，更具體來說，以歌詞﹑音高與音調來進行評分。卡拉OK模式支援一般的麥克風輸入，也支援SingStar的麥克風。
音樂遊戲模式類似吉他英雄，螢幕上會出現彩色的移動標誌，而玩家要在標誌到達畫面中的吉他弦上時按下對應的按鍵，並依據按下按鍵的時機獲得分數。音樂遊戲模式支援鍵盤與Guitar hero的吉他型控制器。
舞蹈模擬器模式類似StepMania，螢幕上會有不同方向的移動箭頭與數個固定的目標箭頭，玩家要在移動的箭頭與目標箭頭重合時按下對應的鍵盤，而系統會判斷按下按鈕的時機是否吻合並顯示對此按鍵的判定。舞蹈模擬器模式支援鍵盤與跳舞毯的輸入。

## 外部連結
- Performous的官方網站 （页面存档备份，存于）
- 官方GitHub （页面存档备份，存于）